# 87 North Productions
87North Productions es una productora de cine estadounidense enfocada en la producción de películas de acción y fundada por el director David Leitch y Kelly McCormick. Sus producciones acreditadas incluyen Nadie protagonizada por Bob Odenkirk y Bullet Train, protagonizada por Brad Pitt, que dirigió Leitch. En televisión, Leitch y McCormick tienen varios proyectos en desarrollo, incluido My Friend Pedro, basado en la popular serie de videojuegos.
Bajo su acuerdo de primera vista con Universal, 87North es actualmente  en preproducción para que Leitch dirija y McCormick y Leitch produzcan The Fall Guy, una versión para la pantalla grande del programa de televisión de la década de 1980 que será protagonizada por Ryan Gosling y Emily Blunt. La compañía también se encuentra en la posproducción de Noche de paz, una comedia de acción ambientado en un contexto navideño protagonizado por David Harbour y dirigido por Tommy Wirkola, producido por Leitch y McCormick, y programado para estrenarse a finales de 2022.

## Historia
El 22 de abril de 2019, David Leitch y Kelly McCormick formaron 87North Productions como una sociedad con Universal Pictures y, en el proceso, adquirieron la película de 2021 Nobody de STX Entertainment.

### Proyectos en desarrollo
Los proyectos de 87North en desarrollo en Universal son: la secuela del thriller de acción Nobody (2021); Kung Fu, una reinvención del western de artes marciales de la década de 1970 y Versus de Alex Litvak y Michael Finch en Universal Studios. También se encuentran en desarrollo los largometrajes Ruby, un largometraje de acción sobre una mujer asesina escrito por Kat Wood para Amazon; Rally Dakar, la historia de vida de Jutta Kleinschmidt, la primera y única mujer en ganar la brutal carrera de resistencia todoterreno, en Amblin. Para la televisión, Leitch y McCormick tienen varios proyectos en desarrollo, incluido My Friend Pedro, basado en el popular videojuego.

## Producciones

### Películas
| Año  | Título                                 | Director              | Distribuidor            | Presupuesto  | Bruto           |
| ---- | -------------------------------------- | --------------------- | ----------------------- | ------------ | --------------- |
| 2014 | John Wick                              | Chad Stahelski        | Lionsgate Films         | $20.000.000  | $86 millones    |
| 2017 | John Wick: Chapter 2                   | Chad Stahelski        | Lionsgate Films         | $40.000.000  | $174.3 millones |
| 2017 | Atomic Blonde                          | David Leitch          | Focus Features          | $30.000.000  | $100 millones   |
| 2019 | John Wick: Chapter 3 - Parabellum      | Chad Stahelski        | Lionsgate Films         | $75.000.000  | $327.7 millones |
| 2021 | Nobody                                 | Ilya Naishuller       | Universal Pictures      | $16.000.000  | $57.5 millones  |
| 2021 | Kate                                   | Cedric Nicolas-Troyan | Netflix                 | $25.000.000  | N/A             |
| 2022 | Bullet Train                           | David Leitch          | Sony Pictures Releasing | $85.900.000  | $239 millones   |
| 2022 | Day Shift                              | J.J. Perry            | Netflix                 | $100.000.000 | N/A             |
| 2022 | Violent Night                          | Tommy Wirkola         | Universal Pictures      | $20.000.000  | $76.5 millones  |
| 2023 | John Wick: Chapter 4                   | Chad Stahelski        | Lionsgate Films         | $100.000.000 | $440.1 millones |
| 2024 | The Fall Guy                           | David Leitch          | Universal Pictures      | $125.000.000 | $181.1 millones |
| 2025 | Love Hurts                             | Jonathan Eusebio      | Universal Pictures      | $18.000.000  | $17.6 millones  |
| 2025 | From the World of John Wick: Ballerina | Len Wiseman           | Lionsgate Films         | $90.000.000  | $132 millones   |
| 2025 | Nobody 2                               | Timo Tjahjanto        | Universal Pictures      | $25.000.000  | N/A             |
| 2026 | How to Rob a Bank                      | David Leitch          | Amazon MGM Studios      | TBA          | N/A             |
| 2026 | Violent Night 2                        | Tommy Wirkola         | Universal Pictures      | TBA          | N/A             |
| TBA  | Ballerina Overdrive                    | Vicky Jewson          | TBA                     | TBA          | N/A             |
| TBA  | Fast and Loose                         | TBA                   | Netflix                 | TBA          | N/A             |
| TBA  | Fight                                  | David Leitch          | Universal Pictures      | TBA          | N/A             |
| TBA  | Over Your Dead Body                    | Jorma Taccone         | IFC Films               | TBA          | N/A             |